# Wanna Be Startin' Somethin'
Wanna Be Startin' Somethin' — пісня американського співака Майкла Джексона. Була випущена у 1982-му як четвертий сингл його шостого альбому Thriller. Окрім цього альбому пісня випущена у інших альбомах співака (HIStory: Past, Present and Future Book I та Thriller 25). Багато разів з часу релізу пісня була переспівана різними співаками. На відміну від попередніх пісень альбому, Wanna Be Startin' Somethin' не має музичного відео. У січні 2008 Майкл випустив ремікс пісні, який записав разом з Akon.

## Історія створення і особливості композиції
Джексон спочатку записав пісню у 1978 для альбому Off the Wall, але пісня не увійшла в трек-лист альбому. У 1982 Майкл знову попрацював над піснею, але вже повністю допрацював її, і пісня вийшла як четвертий сингл з альбому Thriller. Музичний критик Нельсон Джордж вважає, що Майкл написав "Wanna Be Startin' Somethin'" під впливом його поїздки до Африки у 1974 році. Але у інтерв'ю журналу TV Guide 1999 року співак розказав, що не зміг втілити всі його задумки, тому залишився незадоволеним.
"Wanna Be Startin' Somethin'" - композиція помірного темпу у тональності мі мажор.

## Концертні виступи
Вперше співак виконав пісню на турі The Victory Tour (1984) у складі групи The Jacksons. Також пісня виконувалася на всіх сольних турах Джексона, які проходили з 1987 по 1997 роки. Планувалося, що співак буде виконувати пісню на турі "This Is It" (2009-2010). Тур скасували через раптову смерть Джексона у червні 2009.

## Wanna Be Startin' Somethin' 2008
Ремікс був записаний з Akon у листопаді 2007 і випущений 23 січня 2008 як другий та останній сингл з  альбому Thriller 25. Також цей сингл є останнім прижиттєвим синглом Джексона. Пісню оцінювали по різному.

## Чарти
| Чарт (1983/2008/2009)            | Пікова позиція |
| -------------------------------- | -------------- |
| Danish Singles Chart             | 25             |
| Dutch Top 40                     | 3              |
| Italian Singles Chart            | 14             |
| New Zealand Singles Chart        | 35             |
| Swiss Singles Chart              | 30             |
| UK Singles Chart                 | 8              |
| U.S. Billboard Hot 100           | 5              |
| U.S. Billboard R&B/Hip Hop Songs | 5              |